# Gare de Boulogne-Ville
Gare de Boulogne-Ville vasútállomás Franciaországban, Boulogne-sur-Mer településen.

## Vasútvonalak
Az állomást az alábbi vasútvonalak érintik:
- Longueau–Boulogne-vasútvonal

## Kapcsolódó állomások
A vasútállomáshoz az alábbi állomások vannak a legközelebb:
- Gare de Boulogne-Tintelleries
- Gare de Pont-de-Briques
- Gare d’Étaples - Le Touquet (K94+)
- Gare de Calais-Ville
- Gare de Calais - Fréthun (K94+)